# Operation: Endgame
Operation: Endgame (bra: Operação Fim de Jogo) é um filme americano de 2010, do gênero comédia de ação, dirigido por Fouad Mikati.  

## Elenco
- Odette Yustman
- Adam Scott
- Zach Galifianakis
- Emilie de Ravin
- Maggie Q
- Joe Anderson
- Ving Rhames
- Ellen Barkin
- Bob Odenkirk
- Rob Corddry
- Jeffrey Tambor
- Brandon T. Jackson

## Recepção
No Rotten Tomatoes, o filme tem uma pontuação de 40% baseada em cinco resenhas, com uma classificação média de 5/10. Foi elogiado pela IGN, mas criticado pelo The New York Times.